# Bengt Ribbing (1863–1927)

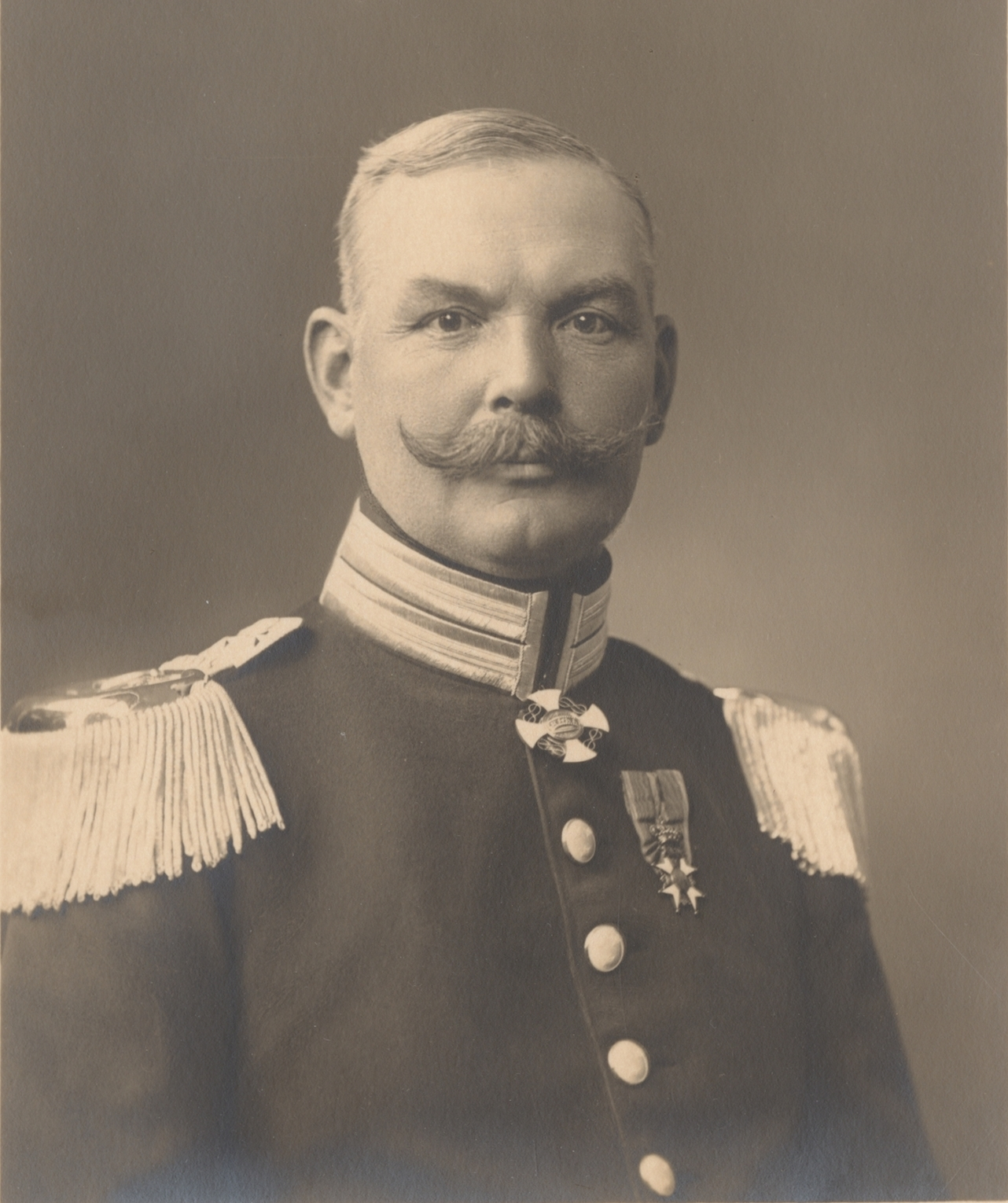
Bengt Ribbing.

Bengt Carl Arvid Ribbing, född den 27 februari 1863 i Rogberga församling, Jönköpings län, död den 7 juni 1927 i Stockholm, var en svensk militär. Han var son till Arvid Ribbing. 
Ribbing blev underlöjtnant vid Jönköpings regemente 1882, löjtnant där 1893, kapten i armén 1900 och i regementet 1902, major vid regementet 1909, överstelöjtnant vid Göta livgarde 1913 samt överste och chef för Västerbottens regemente 1915. Han var chef för Bohusläns regemente 1921–1923 och chef för 6. infanteribrigaden 1922–1923. Ribbing blev riddare av Svärdsorden 1903, kommendör av andra klassen av samma orden 1919 och kommendör av första klassen 1921. Han vilar i sin familjegrav på Rogberga kyrkogård.